# Константиновка (Октябрьский район)
В Спасском районе Приморья тоже есть село Константиновка
Константи́новка — село в Октябрьском районе Приморского края. Входит в состав Покровского сельского поселения.

## География
Село Константиновка стоит на правом берегу реки Раздольная, напротив Новогеоргиевки, в пограничной зоне, до границы с Китаем около 8 км.
Дорога к селу Константиновка идёт на юг от автодороги Новогеоргиевка — Полтавка.
Расстояние по автодороге до Новогеоргиевки около 4 км, расстояние до районного центра села Покровка около 29 км.

## Население
| 1926 | 2002 | 2010 |
| ---- | ---- | ---- |
| 860  | ↘303 | ↘217 |

## Улицы
В селе имеются три улицы: Заикина, Речная и Школьная. 

## Экономика
Жители занимаются сельским хозяйством.

## Известные уроженцы
- Заикин, Сергей Яковлевич (1914—1984) — советский военнослужащий, старший лейтенант, Герой Советского Союза.
- Зорькин, Валерий Дмитриевич (род. 1943) — российский государственный деятель, Председатель Конституционного суда Российской Федерации.